# Sven Östervall
Sven Östervall, född sannolikt vid början av 1700-talet i Svegs socken, Härjedalen, var en svensk allmogemålare.
Östervall var bosatt i Risbrunn i Svegs socken och utförde dekorationsmålningar i en del av hemtraktens gårdar. Han var bror till länsmannen i socknen och framställde på en vägg Guds rike och en väggmålning med dödsriket samt takmålningar med himmel, moln och stjärnor. Han är troligen upphovsmannen till dekorationsmåleriet i Ängersjö kapell i Hälsingland. Östervall är det äldsta kända namnet inom den så kallade Svegskolan.